# Burg Groitzsch

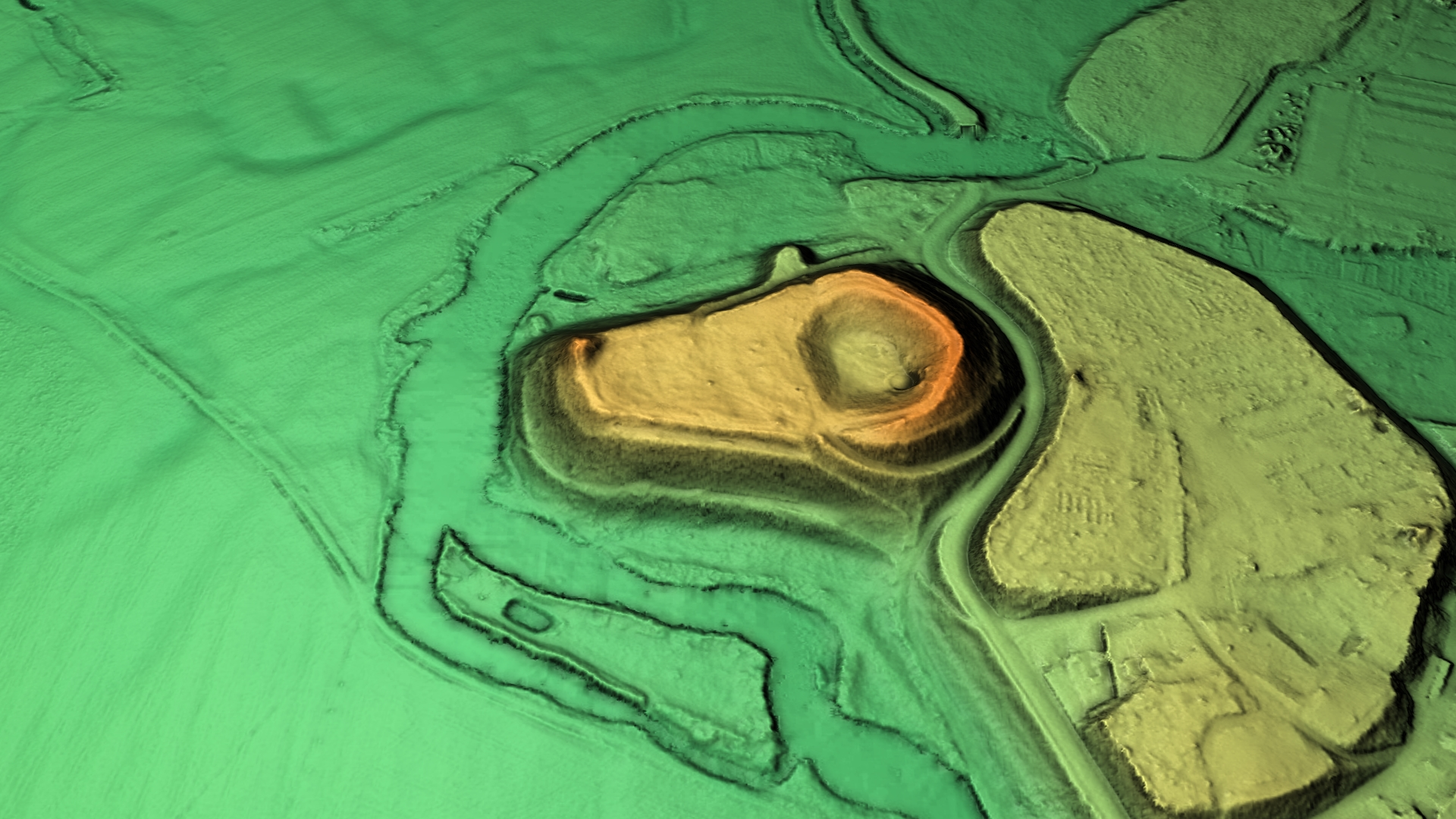
3D-Ansicht des digitalen Geländemodells

Die Wiprechtsburg Groitzsch in der gleichnamigen Stadt ist ein herausragendes Bodendenkmal mit den ältesten bislang bekannten Steinbauten in Sachsen. Sie war im späten 11. und frühen 12. Jahrhundert die Burg des bedeutenden Grafen Wiprecht von Groitzsch und eine der größten Anlagen der Region.

## Lage
Die Höhenburg liegt am nordwestlichen Ortsrand der Stadt Groitzsch, gegenüber der Stadt Pegau, am Ostufer der Weißen Elster, ungefähr 30 km südwestlich von Leipzig und jeweils etwa 15 km von Altenburg, Merseburg, Zeitz und Borna entfernt. Wichtige Verkehrsverbindungen, die die genannten Städte verbanden und in weitere mittelalterliche Zentren führten, liefen durch Groitzsch und an der Burg vorbei.

## Historische Bedeutung
Der Name leitet sich von slawisch grodišče ab, was so viel wie „befestigter Ort, Burgschanze“ bedeutet. Die Anlage ist als Burg des Grafen Wiprecht von Groitzsch von großer historischer Bedeutung. Dieser war um 1073/74 aus dem Gebiet von Stendal/Tangermünde, durch Tausch an die Burg gekommen. Der Bericht hierüber ist gleichzeitig die erste sichere urkundliche Erwähnung der Burg. Insgesamt ist Groitzsch eine der wenigen Burgen, deren Schicksal in Schriftquellen des 11. und 12. Jahrhunderts verzeichnet wurde. Damit bestand die Möglichkeit, archäologische Datierungen zu überprüfen sowie für Befunde und Funde erstmals einen genaueren Datierungshinweis zu erhalten. Diese gelten nicht nur für Nordwestsachsen, sondern auch weit darüber hinaus.
Bei archäologischen Ausgrabungen im Burgbereich konnten über 6 m hohe Schichtenkomplexe stratigraphisch ergraben werden. Diese lassen die kontinuierliche Entwicklung sowohl der Befestigungsweise, als auch der materiellen Kultur in fünf unmittelbar aufeinanderfolgenden Burgperioden vom 10. bis zum Ende des 13. Jahrhunderts, verfolgen. Dabei ist Groitzsch eine der wenigen Anlagen in Ostthüringen und Westsachsen mit einer längeren kontinuierlichen Besiedlung und wurde namengebend für die mittel- und spätslawische Keramik des 10. und 11. Jahrhunderts („Groitzscher Gruppe“).
In den Bauphasen I und II, wurde die Befestigung durch ein rostartiges Kernwerk gebildet, das – wenn auch in unterschiedlicher Ausprägung – im westslawischen Raum weit verbreitet ist.
In besonderer Weise markiert die im letzten Viertel des 11. Jahrhunderts entstandene Wiprechtsburg mit der Phase III den Übergang vom Holz-Erde-Bau zum mörtelgebundenen Steinbau. Eine Rundkapelle und ein Rundturm gelten als älteste Steinbauten Sachsens. Diese Gebäude läuteten die Errichtung zahlreicher weiterer sakraler und profaner Steinbauten in (Ober-)Sachsen des 12. Jahrhunderts ein.

## Heutige Nutzung
Die Burgruine kann ständig kostenlos besichtigt werden. Sehenswert sind besonders die teilweise rekonstruierte Rundkapelle und der Stumpf eines runden Turmes, die beide aus der Zeit um 1080 stammen. In den Sommermonaten finden häufig Veranstaltungen wie Freiluftkonzerte oder Aufführungen in dem amphitheaterförmig gestalteten Gelände statt. Es wurde ein Weinberg mit über 5.000 Rebstöcken, Blumenbeete und Wanderwege angelegt. Das Lapidarium im Innenraum der Burg umfasst mittlerweile eine Sammlung von etwa 40 Flur- und Grenzsteinen aus der Region.

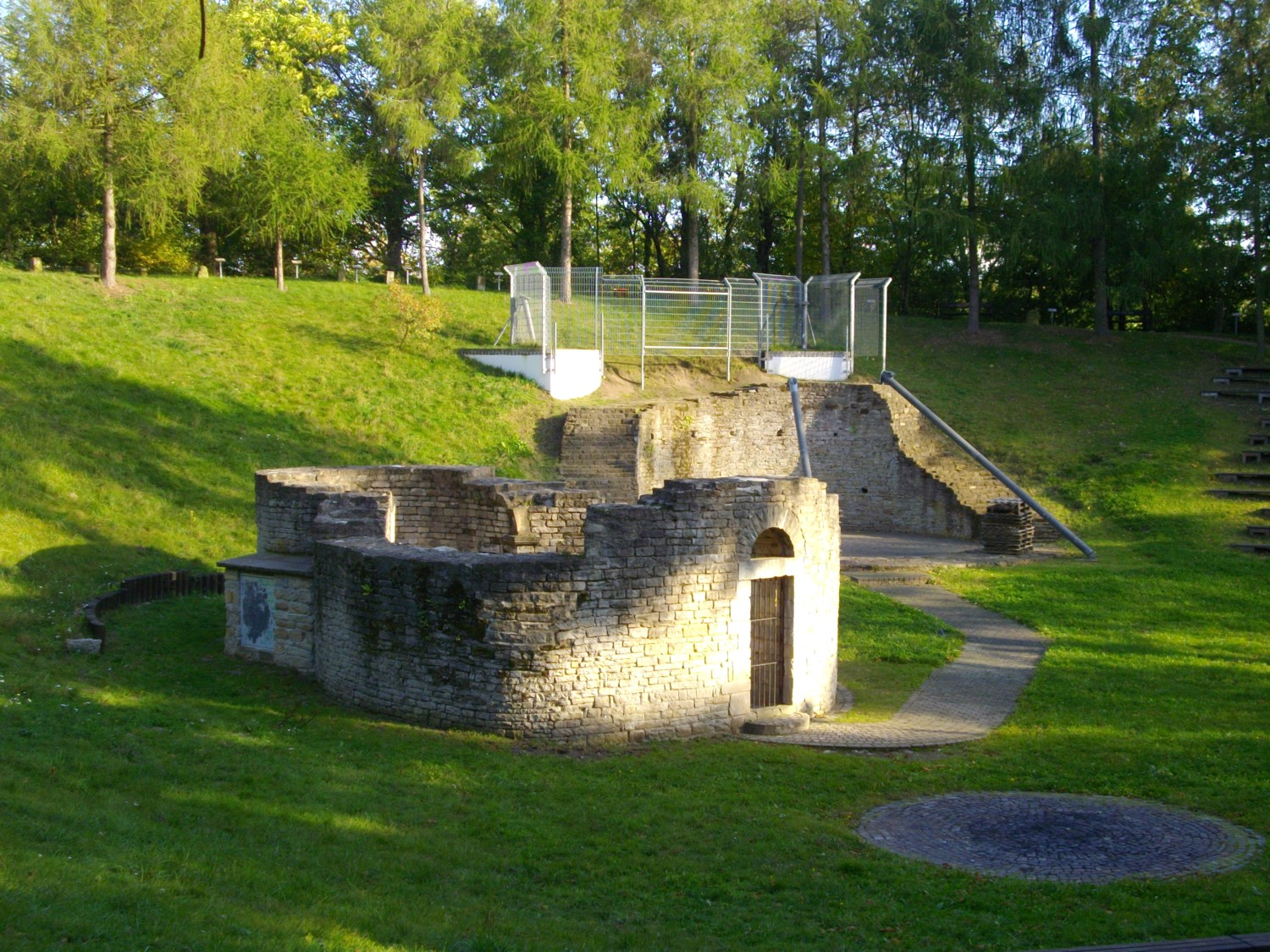
Ruinen auf dem Burgberg
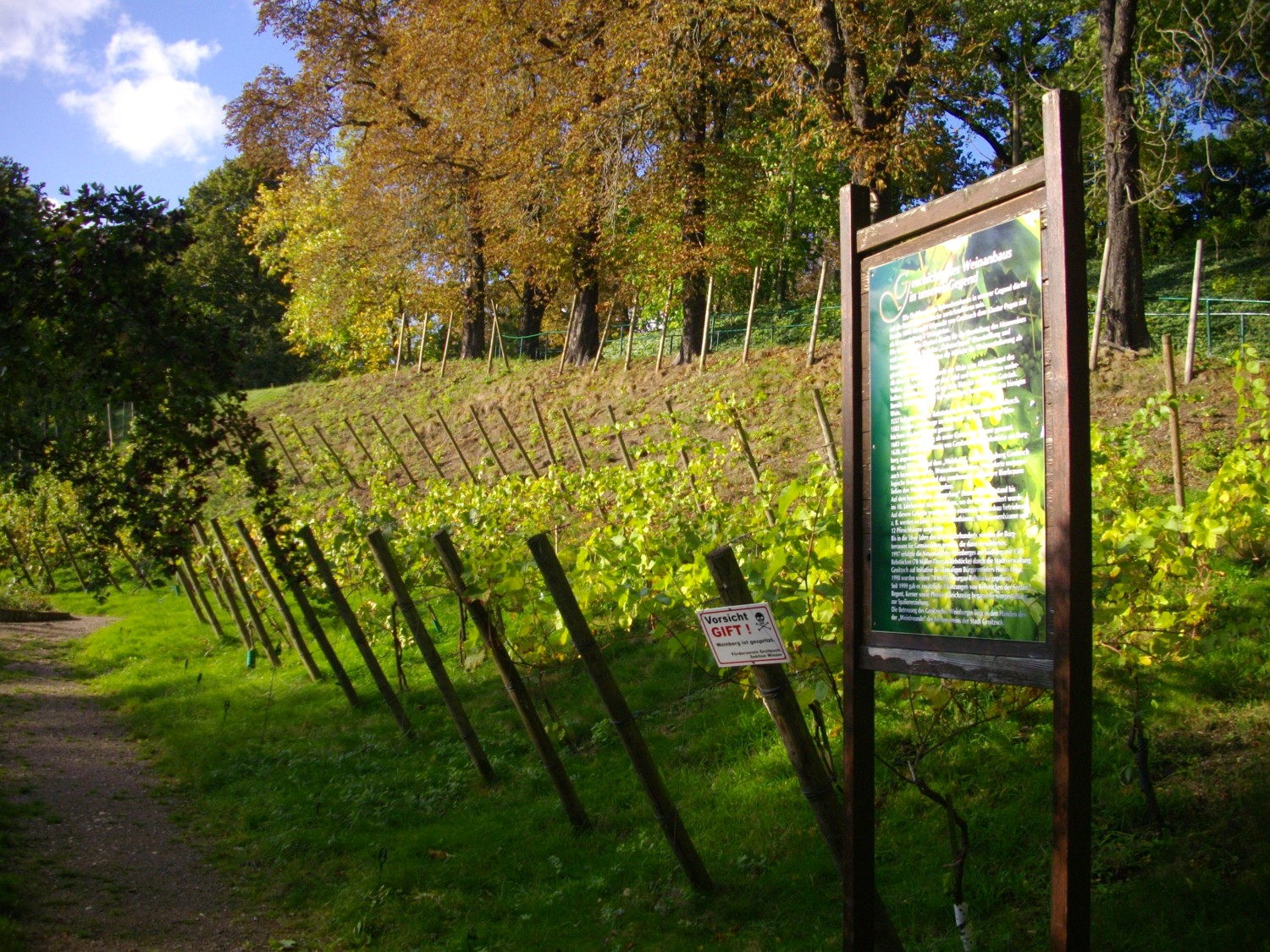
Weinanbau am Burgberg
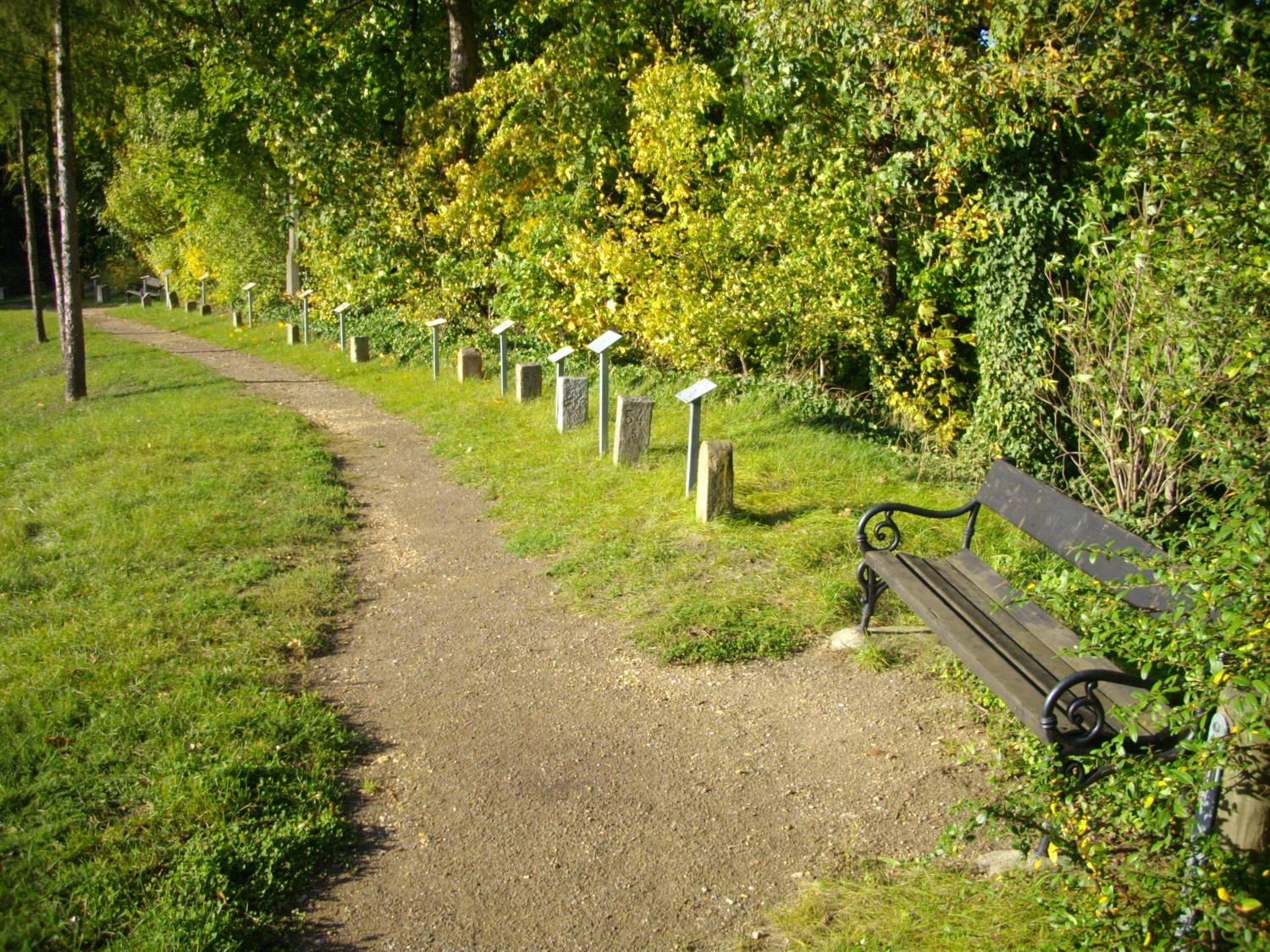
Flursteinlapidarium

## Topografische Situation
Die Burg liegt auf einem aus pleistozänen Schottern bestehenden Geländesporn, der weit ins breite Tal der Weißen Elster, hineinragt. Sie wird von den Elsternebenflüssen Schwennigke im Südwesten, Westen und Norden und weiter im Osten der Schnauder, umflossen. Aufgrund der fortifikatorisch günstigen Lage wurde hier eine Abschnittsbefestigung in Spornlage errichtet.
Das Burggelände wird heute durch eine Straße, die von Pegau in die Stadt Groitzsch führt, durchschnitten. Diese verläuft weitgehend im mittelalterlichen Burggraben, einem ehemaligen breiten Trockengraben. Westlich von diesem befindet sich die Hauptburg, die rund 10 bis 12 m höher als die Straße liegt. Nur im Osten besitzt die 150 × 100 m große Burg einen etwa 4 m hohen Abschnittswall, die anderen Seiten fallen steil zur Schwennigke ab.
Östlich der Straße schließt sich ein Vorburggelände mit dreifachem Flächeninhalt an. Dies war ursprünglich ebenfalls befestigt, jedoch haben sich nur an der Ostseite noch Reste erhalten. Außerdem war ein Graben vorgelagert, der nur noch z. T. nachweisbar ist. Die Fläche wird heute hauptsächlich von einer Gärtnerei, einem Friedhof und dem Kirchbereich mit den Resten der romanischen Frauenkirche eingenommen. Südlich der Vorburg schließt sich die mittelalterliche Altstadt Groitzsch an.

## Forschungsgeschichte
Bereits 1743 ließ der Gerichtsherr von Groitzsch, Baron von Schwedendorf, „Aufgrabungen“ vornehmen. Da in rund 10 m Tiefe Konstruktionsteile – Holzreste, die „als wie ein Rost aussehen“ – gefunden wurden, hatte man wohl im Bereich der Burgbefestigung gegraben. 1849 wurden bei Bauarbeiten für eine Gaststätte auf der Hauptburg, die Mauern einer romanischen Rotunde (Rundkapelle) freigelegt und das Innere der Kirche ausgegraben. Dieses füllte sich schnell durch die Hangerosion sowie mit Unrat, so dass es nach 75 Jahren erneut ausgegraben werden musste. 1863 ließ ein „Comitee zur Hebung des Schatzes“ Wiprechts die Schwennigke auspumpen, fand aber neben einer reichen Fischausbeute nur ein neuzeitliches Hufeisen, eine Schwertklinge und einen Degenkorb.
Die Wiprechtsburg ist als wichtiges und gut erhaltenes Bodendenkmal schon 1936 unter Denkmalschutz gestellt worden. Pläne für Bau eines Altersheims in den 1950er Jahren führten zunächst 1959 zur Untersuchungen der Baugruben, die sich schnell zu langjährigen Forschungsgrabungen erweiterten und bis 1967/68, unter der Leitung von Heinz-Joachim Vogt fortgeführt wurden. Anschließend restaurierte man die Rundkapelle und den bei den Grabungen entdeckten Rest eines romanischen Rundturmes und gestaltete das umliegende Gelände amphitheaterförmig als Erholungsanlage.

## Grabungsergebnisse und Bauphasen der Burg

### Urgeschichtliche Funde
Nur an wenigen Stellen in der Hauptburg und in der Vorburg konnten Reste einer urgeschichtlichen Kulturschicht angetroffen werden. Die Funde, v. a. Keramik und Steingeräte, gehören zum großen Teil ins Neolithikum (v. a. Trichterbecherkultur), es sind jedoch auch wenige bronze- und eisenzeitliche Stücke darunter. Insgesamt waren die untersuchten Flächen jedoch zu klein, um zu weiterführenden Aussagen zu gelangen.

### Periode I: 10. Jahrhundert
Der Wallkörper bestand zu unterst aus einer mindestens 8 m breiten und 2,80 m hohen Rostkonstruktion aus halbierten Eichenstämmen und kleinen Rundhölzern. Darauf erhob sich an der inneren Wallfront eine 2,9 m breite Holz-Erde-Mauer, an die sich außen noch eine 5 m breite humose Lehmpackung anschloss. Wie die äußere Wallfront beschaffen war, konnte nicht mehr festgestellt werden. Ebenfalls bleibt durch die Baumaßnahmen der späteren Befestigungen unklar, ob auf der Mauer Oberbauten aufsaßen, und ob ein Graben die Hauptburg im Osten abgrenzte.
Zur Besiedlung der Innenfläche konnten wegen der Eingriffe und Umlagerungen bei der Anlage der Burg II, und den nur geringen Flächen, kaum genauere Aussagen getroffen werden. Sie begann anscheinend unmittelbar hinter der Mauer und war zur Burgmitte hin eher gering. Aufgrund von starken Holzkohleschichten unmittelbar hinter der Mauer vermutete Vogt hier einen Holzbau. 4 m hinter der Rückfront der Mauer wurde eine erste Herdstelle angetroffen, die wahrscheinlich zu einem Grubenhaus gehörte. Ein weiteres Grubenhaus war offensichtlich durch Brand zerstört worden, der auch die gesamte Befestigung betroffen hatte. Bereits in der ersten Burg zeigten sich Bemühungen, den Hang nach außen zu verlagern, um so eine größere Innenfläche zu gewinnen. Dazu hatte man die Innenfläche planiert und die Siedlungsreste den Hang hinuntergekippt, wodurch die gesamte Nordseite um nahezu 20 m verbreitert wurde.
Die stratigraphische Trennung der Keramik von der Periode II gelang nur an sehr wenigen Stellen. Ansätze für eine Datierung bieten Teile eines Stachelsporns, der wohl in die erste Hälfte des 10. Jahrhunderts gehört. Die Gründung der ersten Befestigung wird auch in dieser Zeit liegen, das Ende der Burg I, durch einen Brand, ist wohl in die zweite Hälfte des 10. Jahrhunderts, zu datieren. Die Gründung wird zumeist mit dem historischen Ereignis der Eroberungen Heinrichs I. 928, in dessen Folge die Burg Meißen gegründet wurde, in Verbindung gebracht. Möglicherweise, erfolgte zu dieser Zeit auch die Ablösung des ungefähr 2 km südlich liegenden Burgwalls Altengroitzsch, von dem hauptsächlich Fundmaterial des 9. und frühen 10. Jahrhunderts, vorliegt.

### Periode II: Ende 10. Jahrhundert (?) bis um 1080
Auf den planierten Resten der Burgmauer der ersten Burg wurde eine Rostkonstruktion ähnlich wie in Burg I, errichtet und die anfallenden Schuttmassen, hangseitig als Basis für die Mauer angeschüttet. Steine, die auf Trockenmauer schließen lassen könnten, fehlen hier.
Im östlichen Teil des Schnittes gelang der Nachweis eines aus starken Stämmen errichteten Turmbaus, der jedoch nicht völlig freigelegt werden konnte. Die Interpretation des Befundes als Turm ist damit schwierig, es könnte sich auch um ein Tor handeln, jedoch spricht nach Ansicht von Vogt die Geländesituation dagegen.
Die Innenbesiedlung war dichter als in Burg I. Sie begann ebenfalls direkt hinter der Mauer und umfasste aber die gesamte Innenfläche, wobei mehrere Herdstellen und Teile von Grubenhäusern untersucht worden sind. Auch hier waren aber wieder die Ausschnitte zu klein, um genauere Angaben zur Grundrissgestaltung machen zu können.
Bei den archäologischen Funden ermöglichte ein reiches Knochenmaterial einen guten Einblick in die Nahrungsgewohnheiten der Burgbewohner. 98,6 % der Knochen stammen von Haustieren, wobei hier das Schwein dominiert. Die Jagd spielte eine untergeordnete Rolle, was v. a. im Vergleich zu zeitgleichen Befestigungen im brandenburgischen Raum festgestellt werden kann. Auch hier war wieder das Wildschwein am beliebtesten.
Des Weiteren wurde eine große Zahl von Knochengeräten wie Pfriemen und Nadeln, beziehungsweise Schlittknochen geborgen. Letztere dienten mit hoher Wahrscheinlichkeit als Schlittenkufen, für den Transport schwerer Lasten und nicht als Schlittschuh. An Eisengeräten und anderen Metallfunden sind Sporen, Griffangelmesser und Feuerstähle gefunden worden. Auch die übrigen Stücke sind typischer Siedlungsabfall: Bruchstücke eines Henkels, wohl von einem Holzeimer, Kesselhaken, Beschläge und Gürtelteile. Mehrere Eisenschlacken lassen Eisenverarbeitung durch einen oder mehrere Schmiede in der Burg vermuten.
Aufgrund der Keramik- und Metallfunde kann die Burg II in das 10. und 11. Jahrhundert datiert werden. Die Befestigung fiel einer umfassenden Zerstörung zum Opfer, die sich in starken Brandschichten dokumentiert. Ob dies mit den Auseinandersetzungen zwischen Wiprecht und den umliegenden Adligen in den 1070er Jahren, oder dem Investiturstreit zu verbinden ist, die mit der Schlacht von Hohenmölsen 1080, hier seinen Höhepunkt erreicht hatten, kann nicht geklärt werden.

### Periode III: um 1080 bis um 1120

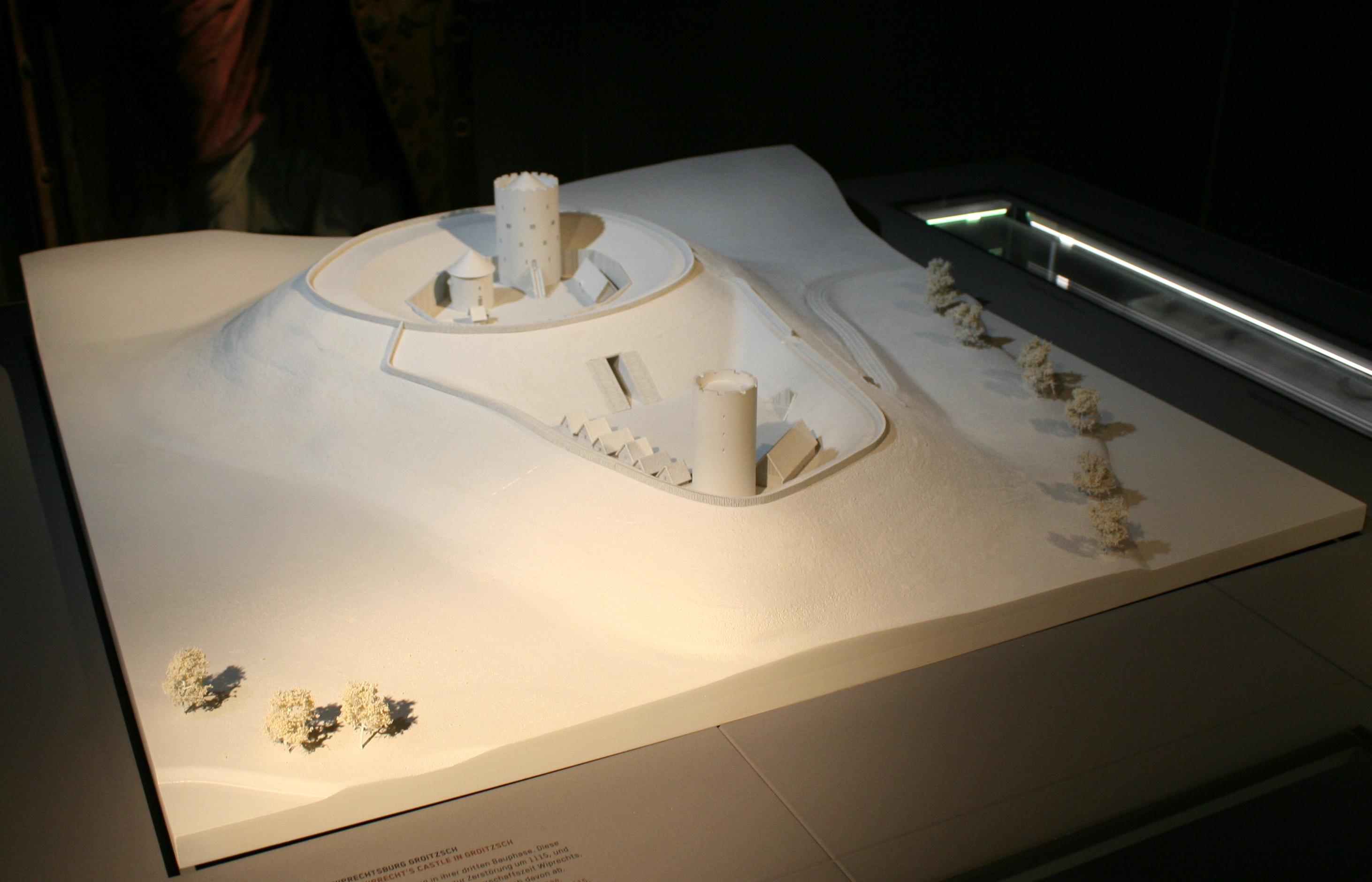
Modell der Burg in ihrer dritten Bauphase; Staatliches Museum für Archäologie Chemnitz

Die nachfolgende Burg III wurde nach völlig neuen Prinzipien errichtet, was sowohl für Befestigungssystem als auch die Innenbebauung gilt. Die Schuttschichten der Burgen I und II bildeten das Fundament für einen gewaltigen aufgeschütteten Wall aus Sanden und Kiesen, der eine Basisbreite von 27 bis 30 m hatte. Die Befestigung überragte das damalige Burghofniveau um 8–10 m. Der Außenhang wurde wiederum, diesmal um durchschnittlich 10 m, nach außen verlagert. Die Innenfront wurde von einer Kastenkonstruktion von 2,80 m Stärke gebildet. Diese bestand aus waagerecht verbauten, hochkant übereinandergestellten und miteinander winklig verplatteten 2–4 cm starken Bohlen, die Kästen von 3,80 Länge und unterschiedlicher Breite (80 cm–3,50 m) ergaben. Sie waren teilweise noch bis in 3,20 m Höhe erhalten und mit Sand, grobem Kies und stellenweise Lehm gefüllt. Die innere Holz-Erde-Mauer konnte auf mehr als 25 m Länge verfolgt werden. Sie umgab den Wall polygonal an der Nord-, Ost- und Südseite. Der Sinn dieser Konstruktion war wohl, den enormen Seitendruck des Walles und eventuell weiterer Oberbauten abzufangen und das Abfließen der Sandmassen auf die Burginnenfläche zu verhindern. Vogt vermutete auf der 15 bis 18 m breiten Krone des Walles weitere Gebäude, das heißt Wehrbauten, die jedoch nicht mehr nachgewiesen werden konnten, da spätere Baumaßnahmen alle Reste beseitigten.
Die Wallinnenfläche war anscheinend durch dammartige Erdaufschüttung in einen Ost- und Westteil unterschieden. Der letztere ist der größere Teil, der aber nicht untersucht werden konnte. Auch die Innenbesiedlung war völlig anders konzipiert als in den vorangegangenen Burgen. In der ersten Phase des Burgausbaus sind Holzhäuser hinter der Kastenkonstruktion und ein Grubenhauses mit Eingangsrampe nachgewiesen. Das nicht vollständig freigelegte Grubenhaus gehört wohl zu einer Werkstatt von Steinmetzen, denn direkt über den Schichten von Burg II konnte im Sand ein Steinsplitterhorizont festgestellt werden. Dieser steht im Zusammenhang mit dem Bau eines romanischen Rundturms mit 9,30 m Innendurchmesser und 2,00 m Mauerstärke. Dieser diente offensichtlich sowohl zu Wohn- als auch zu Verteidigungszwecken und ist wahrscheinlich mit einem der beiden in den Pegauer Annalen genannten Türmen identisch. Wenig später hatte man ungefähr 10 m entfernt die romanische Rundkapelle mit 6,4 m Innendurchmesser und hufeisenförmiger Apsis errichtet.
Dem Bauhorizont folgten vier weitere Niveaus, die teilweise mit Bohlenbelag versehen waren. Sie waren also eindeutig einander ablösende Hofhorizonte und sprechen für eine länger währende Nutzung dieser Anlage. Stärkere Tonschichten auf den Bohlenbelägen machten deren häufige Erneuerung notwendig. In der zweiten Hofphase hatte man im Norden der Burg, nur 50 cm hinter der Kastenkonstruktion, ein Holzhaus in der gleichen Technik wie die Kästen errichtet. In einer Ecke konnte ein zusammengebrochener Kuppelofen festgestellt werden. Unmittelbar nach Fertigstellung des fünften Hofes erfolgte eine Teilzerstörung der Burg und Schuttschichten überdeckten die Hofoberfläche. Gleichzeitig erfolgte auch der Ausbau der Vorburg durch die Errichtung einer Befestigung – wohl mit Palisaden – und mit einer intensiveren Besiedlung. Möglicherweise wurde auch bereits ein Vorgängerbau der romanischen St.-Marien-Kirche errichtet.
Anhand des ausgegrabenen Tierknochenmaterials und mit Hilfe osteologischer Untersuchungen konnte erstmals für Westsachsen Abgabenverhältnisse nachgewiesen werden. Bei den Rinderknochen war eindeutig zu erkennen, dass keine ganzen Tiere, sondern nur die fleischreichen Partien an die Burg geliefert wurden. Wie schon bei den älteren Burgen ist der Anteil von Wildtieren überraschend gering (1,2 %). Dass darunter Knochen von Rothirschen, Wildschweinen, Elchen und Wisenten sowie Braunbären – also Tieren der „hohen Jagd“ – nachweisbar sind, unterstreicht die soziale Stellung der Burgherren. Dies verdeutlicht auch der hohe Anteil von Greiftierknochen, die sicherlich bei der Beizjagd eine Rolle spielten. Als Indiz für eine mehr oder weniger höfische Kultur kann auch die Haltung von Pfauen und dackelartigen Hunden gesehen werden.
Bei dem Fundgut können wieder zahlreiche Schlittknochen genannt werden, wobei es sich in einem Fall wohl tatsächlich um eine Schlittschuhkufe handelt. Weitere verzierte Knochenobjekte liegen mit Nadeln, Teilen von Kämmen, einem Knochengriff, einer Flöte und einem Würfel vor. Eisengeräte wie Messer sind relativ selten. Aus Bronze bestehen unter anderem die Teile von Messerscheidenbeschlagteilen und eine Vielzahl an Nägel und Krampen. Ein besonderes Objekt ist die Schnellwaage aus Blei mit wahrscheinlich zugehörigem Bleigewicht. An Schmuckobjekten sind eine Reihe von Glasfingerringen und Reste einer Bronzebommel bekannt. An Resten von Reiterausstattung, Pferd und Bewaffnung liegen eine schachbrettartig verzierte goldene Trense und mehrere Wellenhufeisen vor. Neben spätslawischer Keramik erscheint erstmals eine neue scheibengedrehte, dünnwandige und auch härtergebrannte Keramik, die wesentlich qualitätvoller als die vorangegangene ist und als „uneinheitlich gebrannte Irdenware“ bezeichnet wird.
Bei der Burg III handelt es sich zweifellos um die Burg des Grafen Wiprecht von Groitzsch. Nicht nur die Erwähnung der Türme und die komplette Umgestaltung der Burg in den Pegauer Annalen für das Jahr 1080, sondern auch die Baugestalt des ergrabenen Turms sprechen für dessen Datierung in das Ende des 11. Jahrhunderts. Das Hauptverbreitungsgebiet der nur wenig später errichteten Rundkapelle ist Böhmen und Mähren, wohin Wiprecht ja enge Beziehungen unterhalten hatte, was in der Heirat der Přemysliden Königstochter Judith von Böhmen seinen stärksten Ausdruck fand. Das Konstruktionsprinzip der Befestigung mit aufgeschüttetem Wall und einer Kastenkonstruktion als innerer Mauer ist bislang in Obersachsen unbekannt. Ihr Hauptverbreitungsgebiet liegt im westelbischen Raum (Hannoversches Wendland) und ist auch bei obodritischen Burgen Mecklenburgs sowie in Dänemark nachweisbar. Wiprecht stammte wiederum aus der Umgebung dieses Raumes.
Eine C-14-Bestimmung erbrachte ein Datum 1120 ± 40 Jahre. Auch die Keramik sowie die übrigen Funde sprechen für diese Datierung und mit ihrer hohen Qualität für die besondere Bedeutung der Burg zu dieser Zeit. Das Ende der Burg dokumentiert ein Zerstörungshorizont, der archäologisch in die ersten Jahrzehnte des 12. Jahrhunderts datiert wird. Er kann mit den Auseinandersetzungen zwischen Wiprecht und Heinrich V. um 1115 in Zusammenhang gebracht werden, bei denen die Burg mehrfach erobert und zurückerobert wurde.

### Periode IV: um 1120 bis 1224
Reste der Befestigung dieser Burg haben sich nicht erhalten, da für die nachfolgende Burg V umfangreiche Planierungen durchgeführt worden sind, die die Befestigung wie auch die meisten übrigen Befunde der Burg IV beseitigen. Der Ausgräber Vogt meinte aber aus stratigraphischen Befunden am Außenhang erschließen zu können, dass Burg IV von einer Backsteinmauer umschlossen war.
Im Inneren der Anlage wurde der Burghof um mindestens drei bis vier Meter erhöht, um Anschluss an das Niveau der Wallkrone zu erhalten und um der ständigen Feuchtigkeit im Burghof zu begegnen. Dazu errichtete man große kastenartige Einbauten im Burghof, die man mit Schutt verfüllte. Dabei hatte man das Gelände zwischen Rundkapelle und Turm zunächst noch ausgespart. Die Rundkapelle blieb zunächst weiter in Funktion, sie war nur noch von der Nordwestseite aus, auf altem Niveau, erreichbar. Möglicherweise lag in der Nähe des Rundturmes auch das Burgtor.
Im ersten Drittel des 13. Jahrhunderts sind erneut Planierungs- und Baumaßnahmen durchgeführt wurden. Mit dem Schutt verfüllte man die restlichen Kästen und erhöhte das Gesamtniveau des Burghofes, wobei die Rundkapelle aufgegeben wurde. Dadurch wurde ein einheitliches Hofniveau erreicht. Den nun eingemottenen Turm nutzte man weiterhin. Bei diesen Baumaßnahmen beseitigte man auch ein Fachwerkgebäude in der Südostecke der Burg auf dem Wall, in dem der älteste bisher östlich der Saale nachgewiesene Topfkachelofen gestanden hatte. Außer Fachwerkgebäuden waren auch Backsteinbauten vorhanden.
Das Fundgut zeigt insgesamt wenig Veränderungen zu Burg III. Das gilt für die Nahrungsreste, vor allem den Anteil der Tierknochen genauso wie für Produktionsinstrumente und Gegenstände von Haus und Hof. Weiterhin liegen Schlittknochen, Messerklingen und -scheidenbeschläge, Wetz- und Schleifsteine, Nägel usw. vor. Besonders zu erwähnen sind nur Bronzeglocke und Bronzegegenstand mit Dorn von unbestimmter Funktion. Außerdem gibt es auch hier nur wenige Schmuckobjekte und Waffen und Reitausstattung. Auch die Keramik ist kaum verändert. Immer noch treten einige spätslawische Stücke auf, aber die uneinheitlich gebrannte Irdenware dominiert.
Die Burg kann über das Fundgut in das 12. und beginnende 13. Jahrhundert datiert werden. Nach dem Aussterben des Hauses Groitzsch 1144 fiel die Burg an den Wettiner Dedo V. („den Feisten“), der das Allodialgut durch Heirat Berthas, der Tochter Wiprechts, erhalten hatte. Seinen Sitz nahm Dedo jedoch höchstwahrscheinlich auf seiner Burg in Rochlitz. Für 1224 sind eine Belagerung der Wehranlage und Brandschatzungen in der Vorburg durch Thüringer Landgraf Ludwig IV. den Heiligen bezeugt, die mit sehr hoher Wahrscheinlichkeit das Ende der Burg IV bedeuteten.

### Periode V: 1224 bis um 1300
Die Burg hatte weitgehend dieselben Ausmaße wie die Vorgängeranlagen, aber offenbar hatte sich die Funktion der Burg völlig verändert. Das Befestigungssystem bestand aus zwei Backsteinmauern, die parallel zueinander am Hang und an der Außenkante des Burgareals verliefen. Im Nordostteil der Burg wurden außerdem zwei gewölbte viereckige Backsteintürme mit Mittelstütze ergraben. Sie hatten ungefähr 10 m innere Seitenlänge und sind wohl ebenfalls Bestandteile der Befestigung gewesen.
Die Burginnenfläche wurde zunächst mit dem Bauschutt der am Ende der Periode IV zerstörten Gebäude weiter erhöht und der Wehrturm, soweit er noch erreichbar war, dann nach und nach zur Steingewinnung abgetragen. Mehrere Backsteinbauten, von denen einige Mauerreste und vermutlich Unterfundamente gefunden wurden, lassen auf differenzierte Bedürfnisse schließen. Genauere Aussagen sind schwierig zu machen, da die Reste nur knapp unter der Oberfläche lagen und v. a. bei dem Bau der Gaststätte und anderen Baumaßnahmen nachhaltig gestört worden waren. Neben größeren Gebäudekomplexen bestanden an der Südseite der Burg wahrscheinlich Pferdeställe, wie die in dem Gebäude gemachten Funde vermuten lassen. Glasierte Dachziegel und Giebelabschlüsse betonten den repräsentativen Charakter der Anlage. Auch diese Burg wurde gewaltsam vernichtet, wie Schutt- und Ascheschichten und v. a. darin eingebettete menschliche Überreste klar belegen.
Aus Burg V stammt das umfangreichste Fundmaterial aller fünf Befestigungen. Fast unvermittelt tritt eine gänzlich neue Art von Keramik, sogenannte graue/blaugraue Irdenware auf, die das Bild völlig dominiert. In weiter zunehmender Zahl wird glasierte Keramik verwendet, wobei das Bruchstück eines Spielzeugpferdchens mit Reiter besonders zu erwähnen ist. Außerdem liegen die Bruchstücke zweier Aquamanile (Handwasch-/Gießgefäße) vor. Die übrigen reichhaltige Fundmaterialien geben einen Querschnitt durch das Inventar einer mittelalterlichen Burg: verschiedene Produktionsgerät wie Bohrer, Meißel, Äxte, Knochengriffe für Geräte, außerdem Messer, Beschläge, Steck- und Bartschlüssel usw. Mehrere Stücke, vornehmlich aus Eisen, wie Striegel, Trensenteile, Hufeisen, Sporen und Steigbügel belegen die Anwesenheit von Ross und Reiter. Des Weiteren liegen auch Teile der Bewaffnung wie Messer, Schwerter (Parierstange) sowie Pfeil- und Armbrustspitzen vor.
Der Beginn der Burg V um 1224 wird durch das Vorkommen von grauer/blaugrauer Irdenware gesichert. Aufgrund einer Brakteatendose, die zwischen 1280 und 1288 hergestellt wurde, und dem Fehlen jüngerer Keramiktypen kann das Ende der Burg in die Zeit um 1300 datiert werden. Wahrscheinlich erfolgte die restlose Zerstörung der Burg in den Erbfolgekriegen 1294 oder 1296 durch Truppen Adolfs von Nassau beziehungsweise spätestens bei dem Durchzug der Truppen seines Nachfolgers König Albrecht I. 1306/07.
Auf dem Westrand des Burgberges bestand eine kleine Turmhügelbefestigung weiter, auf die die mit dem Burggrafenamt verbundenen Rechte und Pflichten übergingen. Das Amt Groitzsch hatte jedoch seine Bedeutung weitgehend verloren.

## Ausstellung
Ein Bereich in der archäologischen Dauerausstellung im Staatlichen Museum für Archäologie Chemnitz widmet sich der Burg Groitzsch.